# Corynoptera lugens
Corynoptera lugens är en tvåvingeart som först beskrevs av Oskar Augustus Johannsen 1912.  Corynoptera lugens ingår i släktet Corynoptera och familjen sorgmyggor. Inga underarter finns listade i Catalogue of Life.